# 린커우구

린커우 구의 위치

린커우구(한국어: 임구구, 중국어: 林口區, 병음: Línkǒu Qū)는 중화민국 신베이시의 구이다. 넓이는 54.1519km2이고, 인구는 2015년 8월 기준으로 99,462명이다.

## 지리

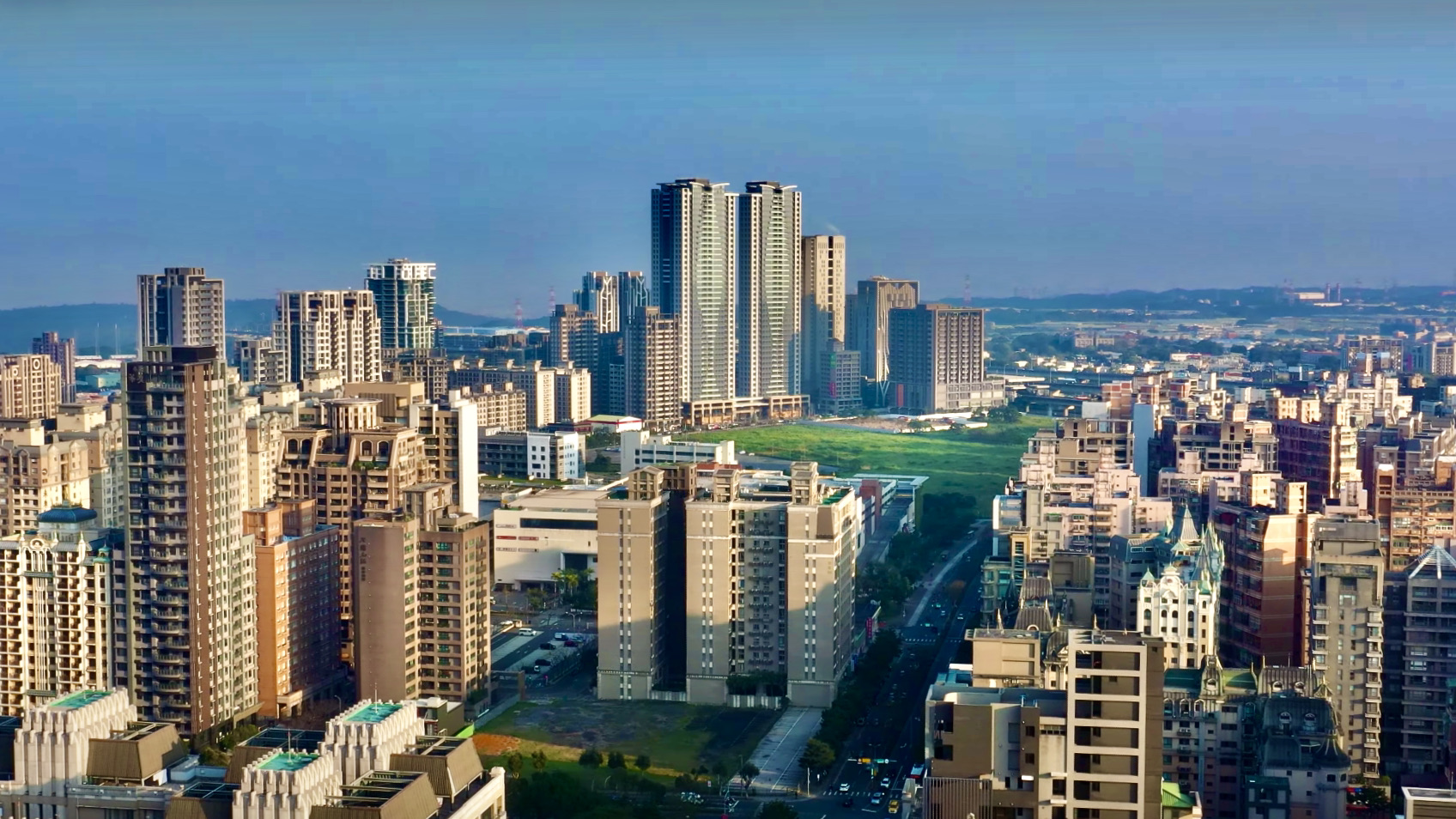
린커우의 마천루

린커우는 연해부의 좁은 평야부를 제외하고, 대부분이 산지에 속하는 향이다. 주요 촌락은 해발 250m이상의 린커우 대지 위에 위치한다. 기상적인 특징으로서 타이베이 분지의 지세에 기인하는 겨울의 안개가 있다. 지질은 매우 안정된 단층상에 위치하고 있어, 지진의 영향을 받는 일이 적은 지역이다.

## 역사
선사 시대의 유적으로서 타이핑 촌 유적지가 발견되어 예부터 인류의 활동했다는 증거가 얻어졌다. 1622년 이전에는 원주민인 케타갈란족이 소번사(취락)를 형성해 거주하고 있었다. 명나라 때부터 정성공 정권 시대까지는 북로 천흥현의 관할로 여겨졌지만, 교통편이 좋아 한족의 이주는 진행되지 않았다. 청조 초기(1662년 ~ 1682년 경)부터 한족의 대만 북부로의 이주가 진행되어, 대남만사장, 소남만사장 등의 취락을 형성해 갔다. 그리고 가경 연간(1735년 ~ 1819년)는 개발은 린커우까지 미쳐 벽분료, 수미, 중호, 두호, 후호, 죽위자, 신료 등의 취락이 설치되기에 이르렀다.
1895년, 일본 통치 시대가 시작되면서 다이호쿠 현이 설치되어 린커우는 단스이 지청의 관할하에 놓여졌다. 1898년 5월 2일에는 행정개혁에 의해 고비호 변무서의 관할이 되었다. 그 후에도 행정 개편은 계속되어 1901년에는 변무서가 폐지되었고 다이호쿠 청 고비호 지청의 관할이 되었다. 당시의 린커우는 소부락이 점재하는 정도였지만, 차잎 재배를 지도하는 차잎 전습소가 설치되는 등 산업진흥도 실시되었다.
1909년, 고비호 지청하에 경찰서가 설치되어 린커우 향의 남서부는 신쇼 지청 주린코 구의 관할이, 동북부는 고비호 청 다이난완 구의 관할이 되었다. 1920년 9월, 청을 폐지하고 주를 설치해 다이호쿠 주 신쇼 군 린코 장으로 개편되어 종전을 맞이했다. 전후에는 린커우 향으로 개칭되어 타이베이 현 신좡 구의 관할이 되었지만 1950년 8월 16일에 구가 폐지되어 현의 직할이 되었다. 당시의 린커우 향은 7촌을 포함하고 있었지만, 1950년대 초기에 13촌으로 증가했고, 1978년 3월 26일에 바오더우 촌이 폐지되어 12촌이 되었고 현재는 17촌으로 이루어져 있다.

## 교통
- 타오위안 국제공항 첩운
- 국도 1호선

## 같이 보기
- 신베이시
- 구이산구